# استیون دربی
استیون مارک دربی (انگلیسی: Stephen Mark Darby؛ زادهٔ ۶ اکتبر ۱۹۸۸) بازیکن فوتبال پیشین اهل انگلستان است.
دربی در ۱۸ سپتامبر ۲۰۱۸، به دلیل ابتلا به بیماری نورون حرکتی در سن ۲۹ سالگی از فوتبال خداحافظی کرد.